# Med toget til Roma
|  | Denne artikel er oprettet af botten PalnaBot ud fra en ekstern database. Den kan derfor have sproglige fejl eller mangler. Denne skabelon kan fjernes efter kontrol af indholdet. |

Med toget til Roma er en film med ukendt instruktør.

## Handling
Filmen fortæller ikke alene om den evige stad med alle dens attraktioner - herunder også åbningen af De Olympiske Lege i Rom i 1960. Filmen følger også rejsen med toget: Afgang fra Københavns Hovedbanegård, over Østersøen med "Kong Frederik IX", turen ned gennem Tyskland, Østrig og Italien med hyggen og oplevelserne i kupéerne, ligge- og sovevognene og ikke mindst den gode mad og drikke i den blå Wagons-Lits spisevogn.